# Coupe du challenge AFC-OFC
La Coupe du challenge AFC-OFC est une ancienne compétition de football organisée conjointement par la Confédération asiatique de football (AFC) et la Confédération d'Océanie de football (OFC). Succédant à la Coupe afro-asiatique des nations, elle opposait tous les deux ans les vainqueurs de la Coupe d'Océanie de football à celui alternativement de la Coupe d'Asie des Nations ou des vainqueurs des Jeux asiatiques.

## Historique
La compétition est créée pour renforcer les liens entre les Confédération asiatique de football (AFC) et la Confédération d'Océanie de football (OFC). La première édition de la compétition a lieu le 15 août 2001 au Stade Ecopa de Shizuoka au Japon devant 46 404 spectateurs. Elle oppose le Japon, vainqueur de la Coupe d'Asie des nations 2000 à l'Australie, vainqueur de la Coupe d'Océanie 2000. Les Japonais s'imposent sur le score de trois buts à zéro.
Prévue à l'origine pour se disputer en match aller-retour, le 28 mars à Auckland et le 4 avril à Téhéran, la seconde édition de la compétition se déroule finalement en une seule rencontre en raison de la guerre en Irak et de l’épidémie de SRAS. Disputée en Iran, le 12 octobre 2003 au Stade Azadi, elle oppose l'Iran, vainqueur des Jeux asiatiques, à la Nouvelle-Zélande, vainqueur de la Coupe d'Océanie 2002. Les Iraniens s'imposent sur le score de trois buts à zéro devant 40 000 spectateurs.
Une édition 2005 est prévue mais elle n'est cependant pas organisée et la compétition est alors stoppée.

## Résultats
| 15 août 2001 | Japon                                              | 3 – 0 | Australie | Stade Ecopa de Shizuoka, Fukuroi, Shizuoka     |                                                |
|              | Yanagisawa 19e · Hattori 53e · Nakayama 65e (pen.) |       |           | Spectateurs : 46 404 Arbitrage : Zhang Jianjun | Spectateurs : 46 404 Arbitrage : Zhang Jianjun |

| 12 octobre 2003 | Iran                       | 3 – 0 | Nouvelle-Zélande | Stade Azadi, Téhéran                            |                                                 |
|                 | Karimi 24e 37e · Kaebi 67e |       |                  | Spectateurs : 40 000 Arbitrage : Kousa Mohammed | Spectateurs : 40 000 Arbitrage : Kousa Mohammed |